# Sân bay quốc tế Rio Branco
Sân bay quốc tế Rio Branco-Plácido de Castro (mã IATA: RBR, mã ICAO: SBRB) là sân bay phục vụ Rio Branco, Brazil. Kể từ ngày 13 tháng 4 năm 2009 sân bay được đặt tên theo José de Castro Plácido (1873-1908) một nhà lãnh đạo chính trị của Cách mạng Acrea. 

## Tuyến bay
| Hãng hàng không         | Các điểm đến                                                                          |
| ----------------------- | ------------------------------------------------------------------------------------- |
| Azul Brazilian Airlines | Cuiabá, Porto Velho, São Paulo-Guarulhos                                              |
| Gol Airlines            | Belém, Brasília, Cruzeiro do Sul, Fortaleza, Porto Velho, Manaus, São Paulo-Guarulhos |
| Rio Branco Aerotaxi a   | Feijó, Tarauacá                                                                       |
| TAM Airlines            | Brasília                                                                              |

a.^  Công ty air taxi với các chuyến bay thuê chuyến thường xuyên.